# 法韋爾島
72°51′S 91°5′W / 72.850°S 91.083°W
法韋爾島是南極洲的島嶼，位於埃爾斯沃思地的阿博特冰架東部，處於麥納馬拉島和登特勒島之間，長70公里、寬19公里，由美國地質調查局根據該國海軍的空中照片繪入地圖。